# Natal'ja Ziganšina
Natal'ja Kamilovna Ziganšina (in russo Наталья Камиловна Зиганшина?; Leningrado, 24 dicembre 1985) è un'ex ginnasta russa.

## Palmarès

### Olimpiadi
- 1 medaglia:
  - 1 bronzo (Atene 2004 nel concorso a squadre)

### Mondiali
- 3 medaglie:
  - 3 argenti (Gand 2001 nel concorso a squadre; Gand 2001 nell'All-around; Debrecen 2002 nel volteggio)

### Europei
- 3 medaglie:
  - 2 ori (Patrasso 2002 nel concorso a squadre; Patrasso 2002 nel volteggio)
  - 1 argento (Patrasso 2002 nel corpo libero)